# Кончедар'я
Кончедар'я (уйгурська: كۆنچى دەرياسى, кит.: 孔雀河; Піньінь:Kǒngquè Hé), річка в Сіньцзяні у Китаї.
Витікає з оз. Баграшкьоль, у верхів'ях перетинає східні відроги Тянь-Шаня, тече по північно-східній околиці Кашгарської рівнини . Довжина 550 км, сточище (разом з водозбором оз. Баграшкель) 184,4 тисяч км². Стік рівномірний протягом року, середня витрата води при виході з гір 36 м³/сек. Має на рівнині складну систему річищ, сполучених протоками; напрям стоку тут часто змінюється. У роки, коли Кончедар'я тече в Лобнор, озеро наповнюється водою, а коли повністю має стік до Тариму Лобнор висихає.